# Santacroce (famiglia)
I Santacroce (talvolta indicata come Santacroce Publicola) furono una influente famiglia baronale romana nota sin dalla prima metà del XV secolo. La famiglia raggiunse il picco massimo con Giorgio II Santacroce. Nella costante contesa che oppose i Colonna e gli Orsini alla fine del Medioevo, i Santacroce furono storici alleati e vicini anche di case di questi ultimi, con i quali si imparentarono per diversi matrimoni, e dai quali ricevettero importanti feudi. La famiglia si estinse con la morte del principe Antonio Santacroce, ultimo della casata in quanto padre di 3 figlie femmine, il quale cedette, nel 1858, la chiesa di Santa Maria in Publicolis e la casa annessa alla Congregazione dei Missionari dei Sacri Cuori di Gaetano Errico.

## Le origini
La famiglia Santacroce era presente a Roma dall'anno Mille, abitava nel rione Sant'Angelo ed era composta essenzialmente da mercanti. Insediata presso la chiesa di Santa Maria in Publicolis, di cui mantennero per secoli il patronato, rivendicavano origini romane dal console Publio Valerio Publicola, seppur non comprovate. L'attestazione di appartenenza alla nobiltà romana si ritrova nel XII secolo nei registri compilati sotto il pontificato di Innocenzo IV. Successivamente, saranno nominati principi da Clemente XI nel 1711. 
Ad Andrea Santacroce (Regola, Roma, 1402 – Roma, 1473), figlio di Giacomo, viene attribuita l’ideologia familiare collegata all'antica gens Valeria, divenendo di fatto il caput familiae del gruppo parentale La pseudostoria fu costruita da Alfonso Ciccarelli, poligrafo, spesso falsario, in un De origine, antiquitate et nobilitate illustrissimae domus Sanctacruciae dedicato al cardinale Prospero, all'apice della sua fortuna negli ultimi anni di attività del Ciccarelli medesimo.
Il primogenito della famiglia venne creato principe sul feudo di San Gemini nel 1754. Antonio nel 1761 sposò Giuliana Falconieri, personaggio emblematico della Roma della sua epoca, tenutaria di un salotto rinomato per il libertinaggio che vi si praticava. Ella fu amante, con la complicità del marito, di ben tre porporati (Francesco Gioacchino de Bernis, Ignazio Busca e Giovan Battista Caprara) e fuggì anche dal 1798 al 1800 in Toscana col conte José Nicolás de Azara, ambasciatore spagnolo a Roma. La famiglia Santacroce si estinse nel 1867 con Antonio che ebbe tre figlie, tutte andate in sposa a nobili romani, ma senza alcun erede maschio.

## Esponenti celebri della famiglia
Tra gli esponenti va ricordato Giorgio II Santacroce, laureato in legge presso l'Università di Padova ampliò il feudo fondando nel 1562 Oriolo Romano e redisse nel 1571 gli Statuti di Vejano.
Nonostante i Santacroce non elessero papi ebbero comunque quattro cardinali e parteciparono costantemente alla vita pubblica e alle vicende economiche di Roma ricoprendone più volte il Conservatorato.

### Elenco dei cardinali
- Prospero Santacroce (1514-1589);[6]
- Antonio Santacroce (1598-1641);[7]
- Marcello Santacroce (1619-1674);
- Andrea Santacroce (1655-1712)[8]

## Cronologia
- 1402: nasce Andrea Santacroce da Giacomo Santacroce (allora soprannome) e Giovanna. Andrea ebbe cinque fratelli: Pietro, Paolo, Valeriano, Onofrio e Alessandro[9].
- 1448: Onofrio I (fratello di Andrea) viene nominato vescovo di Tricarico da papa Niccolò V.
- 1452: nasce Giorgio I Santacroce[10] da Paolo (fratello di Andrea).
- 1472: muore Alfonso Santacroce.
- 1480: il 15 settembre Prospero I Santacroce uccide Pietro Margani[11]. Inizia una serie di assassini che vedono contrapposti nelle lotte tra le fazioni cittadine romane nella seconda metà del XV secolo tra i sostenitori dei Colonna e quelli degli Orsini. I Margani, alleati dei Colonna, ebbero come principali nemici i Crescenzi, alleati con i Santacroce e con gli Orsini.
- 1485: Paolo di Stefano Margani uccide Bartolomeo Santacroce e Valeriano Santacroce per vendetta tenta di uccidere Paolo Della Valle. Sisto IV ordina la confisca dei beni, la demolizione delle case e la cacciata da Roma dei Santacroce per la lite di sangue con i Margani.
- 1492: 11 Agosto 1492 fu eletto Papa Borgia Alessandro VI.
- 1493: grazie ai servigi resi a Gentile Virginio Orsini e della fedeltà verso la sua famiglia il 12 settembre 1493 Giorgio I Santacroce riceve in ricompensa il titolo di marchese e i feudi di Oriolo, Viano e Rota.
- 1498: muore a Roma Giorgio I che viene sepolto a Roma nella chiesa di Santa Maria in Publicolis. Alla guida del feudo succede il figlio Onofrio II.
- 1501: salito al soglio pontificio Innocenzo VIII, Antonio Santacroce[12] riporta a Roma la famiglia e fa ricostruire in forma di palazzo le case demolite tra la chiesa di Santa Maria in Publicolis e la chiesa di Santa Maria del Pianto.
- 1503: muore Papa Borgia Alessandro VI.
- 1518: Onofrio II fa ricostruire la rocca del borgo di Viano.
- 1551: muore Onofrio II che viene sepolto a Viano nella chiesa di Santa Maria. Alla guida del feudo succede Scipione, vescovo di Cervia morto nel 1583.
- 1562: Giorgio II fonda il paese di Oriolo Romano. Il paese sarà edificato adottando un preciso progetto urbanistico con una precisa conformazione geometrica con riferimenti a modelli ideali.
- 1589: muore Prospero Santacroce.
- 1599: il 5 settembre Paolo Santacroce, uccise, per motivi di interesse, la madre Costanza. Fuggito Paolo a Napoli al suo posto fu accusato il fratello Onofrio III reo di aver istigato Paolo al matricidio e venne condannato alla decapitazione, sentenza eseguita il 31 gennaio 1604 a castel Sant'Angelo.[13]
- 1604: con la morte di Onofrio III il feudo Santacroce passò alla Camera Apostolica.[14]
- 1606: la Camera Apostolica passerà il feudo Santacroce nuovamente agli Orsini, insieme a Oriolo, Viano e Rota; nel 1671 gli Orsini rivenderanno il feudo ai principi Altieri.[14]
- 1639: Valerio Santacroce acquista dal marchese Oddo Savelli Palombara il borgo di Pietraforte.[15]
- 1641: muore Antonio santacroce.
- 1643: il cardinale Marcello Santacroce fa ricostruire la chiesa di Santa Maria in Publicolis già restaurata nel 1465 da Giorgio I.
- 1668: muore Scipione Santacroce.
- 1670: muore Valerio Santacroce.
- 1674: muore Marcello Santacroce.
- 1711: Clemente XI Albani crea il marchese Scipione Santacroce principe di Oliveto. Il marchesato dello stesso nome viene venduto nel 1750.[16]
- 1712: muore Andrea Santacroce.
- 1817: con tutta la nobiltà romana, baronale e non, i Santacroce partecipano alla rinuncia alla giurisdizione feudale sulle terre baronali di San Gemini e Graffignano, nella persona del principe Francesco (elenco Lodolini), ma ancora nel 1827 Luigi Santacroce veniva costituito duca di Corchiano da Leone XII.
- 1867: muore Antonio Santacroce che viene sepolto nella chiesa di famiglia di Santa Maria in Publicolis a Roma.

## Albero genealogico
|                                     |                                     |                                |                                |                                                              |                                                              |                                                                           |                                                                        |                                                                        | |                                                    |                                                  |                                                             |                                                             |                                                     |                                                     |                                                      |                                                      |                                    |                    |                    |
|                                     |                                     |                                |                                |                                                              |                                                              |                                                                           |                                                                        |                                                                        | Pietro *? †? ?                                                                                           |                                                    |                                                  |                                                             |                                                             |                                                     |                                                     |                                                      |                                                      |                                    |                    |                    |
|                                     |                                     |                                |                                |                                                              |                                                              |                                                                           |                                                                        |                                                                        | |                                                    |                                                  |                                                             |                                                             |                                                     |                                                     |                                                      |                                                      |                                    |                    |                    |
|                                     |                                     |                                |                                |                                                              |                                                              |                                                                           |                                                                        |                                                                        | |                                                    |                                                  |                                                             |                                                             |                                                     |                                                     |                                                      |                                                      |                                    |                    |                    |
|                                     |                                     |                                |                                |                                                              |                                                              |                                                                           |                                                                        |                                                                        | Giacomo *? †? Giovanna ?                                                                                 |                                                    |                                                  |                                                             |                                                             |                                                     |                                                     |                                                      |                                                      |                                    |                    |                    |
|                                     |                                     |                                |                                |                                                              |                                                              |                                                                           |                                                                        |                                                                        | |                                                    |                                                  |                                                             |                                                             |                                                     |                                                     |                                                      |                                                      |                                    |                    |                    |
|                                     |                                     |                                |                                |                                                              |                                                              |                                                                           |                                                                        |                                                                        | |                                                    |                                                  |                                                             |                                                             |                                                     |                                                     |                                                      |                                                      |                                    |                    |                    |
| Pietro *? †? ?                      | Pietro *? †? ?                      |                                |                                |                                                              |                                                              |                                                                           |                                                                        |                                                                        | |                                                    | Paolo †1469 Brigida Cesarini                     | Paolo †1469 Brigida Cesarini                                | Andrea *1402 †1473 ?                                        | Andrea *1402 †1473 ?                                | Valeriano *? †? ?                                   | Valeriano *? †? ?                                    | Onofrio *? †? vescovo di Tricarico                   | Onofrio *? †? vescovo di Tricarico | Alessandro *? †? ? | Alessandro *? †? ? |
|                                     |                                     |                                |                                |                                                              |                                                              |                                                                           |                                                                        |                                                                        | |                                                    |                                                  |                                                             |                                                             |                                                     |                                                     |                                                      |                                                      |                                    |                    |                    |
|                                     |                                     |                                |                                |                                                              |                                                              |                                                                           |                                                                        |                                                                        | |                                                    |                                                  |                                                             |                                                             |                                                     |                                                     |                                                      |                                                      |                                    |                    |                    |
| Bartolomeo *? †? ?                  | Bartolomeo *? †? ?                  |                                |                                |                                                              |                                                              |                                                                           |                                                                        |                                                                        | Giulia *? †? Paolo Orsini, I marchese di Atripalda                                                       | Giulia *? †? Paolo Orsini, I marchese di Atripalda | Giorgio *1452 †1498 Aurelia Savelli              | Giorgio *1452 †1498 Aurelia Savelli                         | Margherita *? †? Agapito Capranica                          | Margherita *? †? Agapito Capranica                  |                                                     |                                                      |                                                      |                                    |                    |                    |
|                                     |                                     |                                |                                |                                                              |                                                              |                                                                           |                                                                        |                                                                        | |                                                    |                                                  |                                                             |                                                             |                                                     |                                                     |                                                      |                                                      |                                    |                    |                    |
|                                     |                                     |                                |                                |                                                              |                                                              |                                                                           |                                                                        |                                                                        | |                                                    |                                                  |                                                             |                                                             |                                                     |                                                     |                                                      |                                                      |                                    |                    |                    |
| Pietro *? †? ?                      | Pietro *? †? ?                      |                                |                                |                                                              |                                                              |                                                                           | Onofrio *1492 †1551 1.Nicolosa Cesi 2.Maria Savelli 3.Vetruria Massimo | Onofrio *1492 †1551 1.Nicolosa Cesi 2.Maria Savelli 3.Vetruria Massimo | |                                                    | Paolo *? †? Lucrezia Colonna                     | Paolo *? †? Lucrezia Colonna                                |                                                             |                                                     | Valeriano *? †? Giovanna Abbatellis                 | Valeriano *? †? Giovanna Abbatellis                  |                                                      |                                    |                    |                    |
|                                     |                                     |                                |                                |                                                              |                                                              |                                                                           |                                                                        |                                                                        | |                                                    |                                                  |                                                             |                                                             |                                                     |                                                     |                                                      |                                                      |                                    |                    |                    |
|                                     |                                     |                                |                                |                                                              |                                                              |                                                                           |                                                                        |                                                                        | |                                                    |                                                  |                                                             |                                                             |                                                     |                                                     |                                                      |                                                      |                                    |                    |                    |
| Giacomo *1517 †1578 Ortensia Mattei | Giacomo *1517 †1578 Ortensia Mattei | 1.Claudia *? †? monaca a Narni | 1.Claudia *? †? monaca a Narni | 1.Scipione *1515 †1583 vescovo di Cervia                     | 1.Scipione *1515 †1583 vescovo di Cervia                     | 2.Giorgio *1531 †1591 Costanza Santacroce                                 | 2.Giorgio *1531 †1591 Costanza Santacroce                              | 2.Porzia *? †? Domenico Capizucchi                                     | 2.Porzia *? †? Domenico Capizucchi                                                                       | 2.Giulia *? †? Ascanio Caffarelli                  | 2.Giulia *? †? Ascanio Caffarelli                | 3.Ottavio *1542 †1581 vescovo di Cervia e nunzio apostolico | 3.Ottavio *1542 †1581 vescovo di Cervia e nunzio apostolico | Prospero *? †? Livia della Valle                    | Prospero *? †? Livia della Valle                    | Andrea *? †? ?                                       | Andrea *? †? ?                                       |                                    |                    |                    |
|                                     |                                     |                                |                                |                                                              |                                                              |                                                                           |                                                                        |                                                                        | |                                                    |                                                  |                                                             |                                                             |                                                     |                                                     |                                                      |                                                      |                                    |                    |                    |
|                                     |                                     |                                |                                |                                                              |                                                              |                                                                           |                                                                        |                                                                        | |                                                    |                                                  |                                                             |                                                             |                                                     |                                                     |                                                      |                                                      |                                    |                    |                    |
| Costanza †1599 Giorgio Santacroce   | Costanza †1599 Giorgio Santacroce   |                                |                                |                                                              | Onofrio *1569 †1604 Ersilia Mattei                           | Onofrio *1569 †1604 Ersilia Mattei                                        | Claudia *1574 †1617 Giovanni Battista Mattei                           | Claudia *1574 †1617 Giovanni Battista Mattei                           | |                                                    |                                                  |                                                             |                                                             | Tarquinio *? †? 1.Ersilia Massimo 2.Aurelia Massimo | Tarquinio *? †? 1.Ersilia Massimo 2.Aurelia Massimo |                                                      |                                                      |                                    |                    |                    |
|                                     |                                     |                                |                                |                                                              |                                                              |                                                                           |                                                                        |                                                                        | |                                                    |                                                  |                                                             |                                                             |                                                     |                                                     |                                                      |                                                      |                                    |                    |                    |
|                                     |                                     |                                |                                |                                                              |                                                              |                                                                           |                                                                        |                                                                        | |                                                    |                                                  |                                                             |                                                             |                                                     |                                                     |                                                      |                                                      |                                    |                    |                    |
|                                     |                                     |                                |                                |                                                              | Elena Maria †1619 Valerio Santacroce                         | Elena Maria †1619 Valerio Santacroce                                      |                                                                        |                                                                        | |                                                    |                                                  |                                                             | 1.Valeriano *? †? 1.Olimpia Asalti 2.Antonia Muti           | 1.Valeriano *? †? 1.Olimpia Asalti 2.Antonia Muti   | Prospero Publicola *1514 †1589 cardinale            | Prospero Publicola *1514 †1589 cardinale             |                                                      |                                    |                    |                    |
|                                     |                                     |                                |                                |                                                              |                                                              |                                                                           |                                                                        |                                                                        | |                                                    |                                                  |                                                             |                                                             |                                                     |                                                     |                                                      |                                                      |                                    |                    |                    |
|                                     |                                     |                                |                                |                                                              |                                                              |                                                                           |                                                                        |                                                                        | |                                                    |                                                  |                                                             |                                                             |                                                     |                                                     |                                                      |                                                      |                                    |                    |                    |
|                                     |                                     |                                |                                |                                                              |                                                              |                                                                           |                                                                        |                                                                        | | 1.Ersilia *1548 †1584 Francesco Cenci, conte       | 1.Ersilia *1548 †1584 Francesco Cenci, conte     | 1.Marcello †1614 Porzia del Drago                           | 1.Marcello †1614 Porzia del Drago                           | 1.Violante †1634 Fabrizio Massimo                   | 1.Violante †1634 Fabrizio Massimo                   | 1.Ortensia †1604 Francesco Borghese, duca di Rignano | 1.Ortensia †1604 Francesco Borghese, duca di Rignano |                                    |                    |                    |
|                                     |                                     |                                |                                |                                                              |                                                              |                                                                           |                                                                        |                                                                        | |                                                    |                                                  |                                                             |                                                             |                                                     |                                                     |                                                      |                                                      |                                    |                    |                    |
|                                     |                                     |                                |                                |                                                              |                                                              |                                                                           |                                                                        |                                                                        | |                                                    |                                                  |                                                             |                                                             |                                                     |                                                     |                                                      |                                                      |                                    |                    |                    |
|                                     |                                     |                                |                                |                                                              |                                                              |                                                                           |                                                                        |                                                                        | |                                                    | Valerio *1596 †1670 Elena Maria Santacroce       | Valerio *1596 †1670 Elena Maria Santacroce                  | Antonio *1599 †1641 cardinale                               | Antonio *1599 †1641 cardinale                       |                                                     |                                                      |                                                      |                                    |                    |                    |
|                                     |                                     |                                |                                |                                                              |                                                              |                                                                           |                                                                        |                                                                        | |                                                    |                                                  |                                                             |                                                             |                                                     |                                                     |                                                      |                                                      |                                    |                    |                    |
|                                     |                                     |                                |                                |                                                              |                                                              |                                                                           |                                                                        |                                                                        | |                                                    |                                                  |                                                             |                                                             |                                                     |                                                     |                                                      |                                                      |                                    |                    |                    |
|                                     |                                     |                                |                                |                                                              |                                                              |                                                                           |                                                                        |                                                                        | | Scipione, I marchese *1615 †1668 Ottavia Corsini   | Scipione, I marchese *1615 †1668 Ottavia Corsini | Marcello *1619 †1674 cardinale                              | Marcello *1619 †1674 cardinale                              |                                                     |                                                     |                                                      |                                                      |                                    |                    |                    |
|                                     |                                     |                                |                                |                                                              |                                                              |                                                                           |                                                                        |                                                                        | |                                                    |                                                  |                                                             |                                                             |                                                     |                                                     |                                                      |                                                      |                                    |                    |                    |
|                                     |                                     |                                |                                |                                                              |                                                              |                                                                           |                                                                        |                                                                        | |                                                    |                                                  |                                                             |                                                             |                                                     |                                                     |                                                      |                                                      |                                    |                    |                    |
|                                     |                                     |                                |                                |                                                              |                                                              |                                                                           |                                                                        |                                                                        | Antonio, II marchese *1654 †1707 Girolama Naro                                                           | Antonio, II marchese *1654 †1707 Girolama Naro     | Andrea *1655 †1712 cardinale                     | Andrea *1655 †1712 cardinale                                |                                                             |                                                     |                                                     |                                                      |                                                      |                                    |                    |                    |
|                                     |                                     |                                |                                |                                                              |                                                              |                                                                           |                                                                        |                                                                        | |                                                    |                                                  |                                                             |                                                             |                                                     |                                                     |                                                      |                                                      |                                    |                    |                    |
|                                     |                                     |                                |                                |                                                              |                                                              |                                                                           |                                                                        |                                                                        | |                                                    |                                                  |                                                             |                                                             |                                                     |                                                     |                                                      |                                                      |                                    |                    |                    |
|                                     |                                     |                                |                                |                                                              |                                                              |                                                                           |                                                                        |                                                                        | Scipione Publicola, I duca di San Gemini e I principe di Oliveto *1681 †1747 Maria Isabella Vecchiarelli |                                                    |                                                  |                                                             |                                                             |                                                     |                                                     |                                                      |                                                      |                                    |                    |                    |
|                                     |                                     |                                |                                |                                                              |                                                              |                                                                           |                                                                        |                                                                        | |                                                    |                                                  |                                                             |                                                             |                                                     |                                                     |                                                      |                                                      |                                    |                    |                    |
|                                     |                                     |                                |                                |                                                              |                                                              |                                                                           |                                                                        |                                                                        | |                                                    |                                                  |                                                             |                                                             |                                                     |                                                     |                                                      |                                                      |                                    |                    |                    |
|                                     |                                     |                                |                                |                                                              |                                                              |                                                                           |                                                                        |                                                                        | Valerio Publicola, II principe di Oliveto e I principe di San Gemini *? †? Margherita Sforza Cesarini    |                                                    |                                                  |                                                             |                                                             |                                                     |                                                     |                                                      |                                                      |                                    |                    |                    |
|                                     |                                     |                                |                                |                                                              |                                                              |                                                                           |                                                                        |                                                                        | |                                                    |                                                  |                                                             |                                                             |                                                     |                                                     |                                                      |                                                      |                                    |                    |                    |
|                                     |                                     |                                |                                |                                                              |                                                              |                                                                           |                                                                        |                                                                        | |                                                    |                                                  |                                                             |                                                             |                                                     |                                                     |                                                      |                                                      |                                    |                    |                    |
|                                     |                                     |                                |                                |                                                              |                                                              |                                                                           |                                                                        |                                                                        | Antonio, II principe di San Gemini †1792 Giuliana Falconieri                                             |                                                    |                                                  |                                                             |                                                             |                                                     |                                                     |                                                      |                                                      |                                    |                    |                    |
|                                     |                                     |                                |                                |                                                              |                                                              |                                                                           |                                                                        |                                                                        | |                                                    |                                                  |                                                             |                                                             |                                                     |                                                     |                                                      |                                                      |                                    |                    |                    |
|                                     |                                     |                                |                                |                                                              |                                                              |                                                                           |                                                                        |                                                                        | |                                                    |                                                  |                                                             |                                                             |                                                     |                                                     |                                                      |                                                      |                                    |                    |                    |
|                                     |                                     |                                |                                |                                                              |                                                              | Luigi, III principe di San Gemini *? †1847 Lucrezia Della Torre           | Luigi, III principe di San Gemini *? †1847 Lucrezia Della Torre        | Carlo *? †? ?                                                          | Carlo *? †? ?                                                                                            | Francesco *? †? ?                                  | Francesco *? †? ?                                | Margherita *? †? ?                                          | Margherita *? †? ?                                          |                                                     |                                                     |                                                      |                                                      |                                    |                    |                    |
|                                     |                                     |                                |                                |                                                              |                                                              |                                                                           |                                                                        |                                                                        | |                                                    |                                                  |                                                             |                                                             |                                                     |                                                     |                                                      |                                                      |                                    |                    |                    |
|                                     |                                     |                                |                                |                                                              |                                                              |                                                                           |                                                                        |                                                                        | |                                                    |                                                  |                                                             |                                                             |                                                     |                                                     |                                                      |                                                      |                                    |                    |                    |
|                                     |                                     |                                |                                |                                                              |                                                              | Antonio Publicola, IV principe di San Gemini *1817 †1867 Katherine Scully |                                                                        |                                                                        | |                                                    |                                                  |                                                             |                                                             |                                                     |                                                     |                                                      |                                                      |                                    |                    |                    |
|                                     |                                     |                                |                                |                                                              |                                                              |                                                                           |                                                                        |                                                                        | |                                                    |                                                  |                                                             |                                                             |                                                     |                                                     |                                                      |                                                      |                                    |                    |                    |
|                                     |                                     |                                |                                |                                                              |                                                              |                                                                           |                                                                        |                                                                        | |                                                    |                                                  |                                                             |                                                             |                                                     |                                                     |                                                      |                                                      |                                    |                    |                    |
|                                     |                                     |                                |                                | Luisa *1848 †1922 Aldobrandino Rangoni Machiavelli, marchese | Luisa *1848 †1922 Aldobrandino Rangoni Machiavelli, marchese | Vincenza *? †? ? Sforza Cesarini                                          | Vincenza *? †? ? Sforza Cesarini                                       | Valeria *? †? ? Passari, marchese                                      | Valeria *? †? ? Passari, marchese                                                                        |                                                    |                                                  |                                                             |                                                             |                                                     |                                                     |                                                      |                                                      |                                    |                    |                    |

## Architetture
I Santacroce realizzarono numerosi edifici civili, religiosi e militari, quest'ultimi volti a consolidare la presenza e il loro dominio nei territori del feudo.

### Architetture militari
- Castello di Rota
- Rocca di Vejano: nel 1518 Onofrio II ricostruì il castello distrutto da Cesare Borgia nel 1496. La rocca ha una pianta triangolare con 3 massicci torrioni posti ai vertici. La struttura è stata costruita in tufo: la parte più bassa è ricavata direttamente nella roccia mentre la parte più alta costituita dalle mura è costruita a mattoni. La rocca à circondata da un grande e profondo fossato e vi si accede tramite un ponte tufo e legno.[17]

- Castello di San Gregorio da Sassola: acquistato nel 1567 da Prospero Santacroce fu ristrutturato verso la fine del XVI.

### Architetture civili
- Palazzo Santacroce a Sant'Angelo, edificato nel 1470 e fatto abbattere da Sisto IV per gli assassini intercorsi tra i Santacroce e i Della Valle il 4 aprile 1482[18] e poi ricostruito nelle forme attuali nel 1501 da Antonio Santacroce. Nonostante l'eleganza e la modernità del bel bugnato a punta di diamante il nuovo palazzo mantiene, dello stile baronale, la pesantezza, la torre, lo stretto cortile interno.[19]
- Palazzo Santacroce alla Regola (o ai Catinari)[20] l'edificio fu progettato da Carlo Maderno, che vi lavorò fino al 1602, su incarico di Onofrio. Nel 1630 Valerio Santacroce incarica l'architetto Francesco Peparelli per ampliare l'edificio. Tra il 1659 ed il 1668 Marcello Santacroce incarica Giovanni Antonio De Rossi una nuova serie di lavori comprendendo anche la facciata su via dei Catinari.
- Palazzo Santacroce-Aldobrandini

- Palazzo Santacroce-Altieri, edificato ad Oriolo Romano negli anni 1578-1585 da Giorgio II e il figlio Onofrio III nel 1671 fu acquistato dagli Altieri che incaricarono gli architetti Carlo Fontana e successivamente Giuseppe Barberi[21] per ampliare il palazzo.

### Architetture religiose
- Cappella dei Santacroce (o Cappella della Madonna del Rosario), Vejano, 1554. Commissionata da Onofrio all'architetto Bartolomeo Baronino[22] fu edificata tra il 1554 e il 1555 a Vejano.[23]
- Chiesa di Sant'Orsio, Vejano, XIV sec.[24]
- Chiesa di Santa Maria in Publicolis, Roma, 1643.